# Quiet Earth – Das letzte Experiment
Quiet Earth – Das letzte Experiment ist ein neuseeländischer Science-Fiction-Film aus dem Jahre 1985 von Geoff Murphy. Der Film basiert lose auf dem gleichnamigen Buch von Craig Harrison und wurde von Cinepro und Mr. Yellowbeard Productions Limited & Company produziert. Als andere Einflüsse für den Film wurden der Roman Ich bin Legende, die Spielfilme Dawn of the Dead und insbesondere Die Welt, das Fleisch und der Teufel aus dem Jahre 1959 genannt. Quiet Earth wird auch als inoffizielles Remake des letztgenannten Films bezeichnet.

## Handlung
Am Morgen des 5. Juli in der Nähe von Auckland, Neuseeland, verändern sich plötzlich die Farben der Sonne und des Himmels – wenige Sekunden später ist alles wieder normal.
Zac Hobson ist ein Wissenschaftler, der am internationalen Projekt „Flashlight“ mitarbeitet; ein ambitioniertes Experiment, das zum Ziel hat, ein Energienetz um die Erde zu legen, das überall angezapft werden kann. Verwirrt wacht er in seinem Schlafzimmer auf und bemerkt, dass sein Radio keine Sendungen empfängt. Er zieht sich an und fährt in die Stadt, wo alle Menschen auf mysteriöse Weise verschwunden sind. Er entdeckt ein brennendes Flugzeugwrack, in dem jedoch keine Opfer zu finden sind, nur leere Sitze mit geschlossenen Sicherheitsgurten.
An seinem Arbeitsplatz, einem unterirdischen Labor, versucht er mit anderen Stationen des Projekts „Flashlight“ Kontakt aufzunehmen, diese antworten jedoch weder telefonisch noch über das Computernetzwerk. Protokollen entnimmt er, dass die Operation „Flashlight“ wie geplant stattgefunden hat. Auf sein Diktiergerät spricht er:

„Zac Hobson, 5. Juli. Erstens: Im Projekt Flashlight hat es eine Fehlfunktion gegeben, mit verheerenden Folgen. Zweitens: Es scheint, dass ich der einzige Überlebende bin.“

Nach mehreren Tagen erfolgloser Suche nach Menschen beginnt sich sein geistiger Zustand immer mehr zu verschlechtern. Er zieht sich ein Frauennachthemd an und hält vom Balkon aus eine Rede an Pappkameraden verschiedener berühmter Persönlichkeiten (Adolf Hitler, Richard Nixon, Elisabeth II. u. a.), in der er sich selbst zum „Präsidenten dieser stillen Erde“ ernennt. Er wandert ziellos umher; auf der Suche nach Gott zerschießt er in einer Kirche das Kruzifix mit einer Schrotflinte. Er hält sich selbst für Gott.
In seiner Hoffnungslosigkeit steckt er sich schließlich den Gewehrlauf in den Mund, drückt dann aber doch nicht ab, sondern beschließt, das Beste aus seinem Leben als letzter Mensch auf Erden zu machen.
Als er sich in einer Villa am Meer eingerichtet hat und seine Lebensfreude zurückkehrt, überrascht ihn dort Joanne, die zuerst zu seiner Freundin und dann zu seiner Geliebten wird. Gemeinsam beschließen sie, weiter nach Überlebenden zu suchen und finden so den Māori Api.
Gemeinsam finden die drei heraus, dass sie sich alle zum Zeitpunkt des Effekts an der Grenze zum Tod befunden haben: Api wurde in einem Kampf von einem Mann ertränkt, Joanne bekam einen elektrischen Schlag und Zac nahm eine Überdosis Tabletten, um sich das Leben zu nehmen. Er hatte erhebliche Bedenken bezüglich der Sicherheit des Experiments und fühlte sich schuldig, weil er sie für sich behielt.
Während sich eine Dreiecksbeziehung entwickelt, macht Zac sich große Sorgen über die weiteren Folgen des Experiments: Er misst Veränderungen fundamentaler Naturkonstanten; die Elektronenladung oszilliert, was katastrophale Auswirkungen auf das ganze Universum hat. Zac fürchtet eine Wiederholung des Effekts und beschließt, die „Flashlight“-Anlage zu zerstören.
Mit einem ganzen Lkw voller Sprengstoff fahren die drei zu der Einrichtung, müssen jedoch kurz vor ihrem Ziel anhalten – die Strahlung um die Anlage herum könnte die explosive Ladung zünden. Zac will zurückfahren, um eine Fernsteuerung zu holen, mit der der Lkw aus sicherer Entfernung in die Anlage gefahren und gezündet werden kann. Während Joanne und Api zusammen im Bett liegen, hören sie jedoch bereits nach kurzer Zeit, wie der Lkw anfährt – Zac hat beschlossen, ihn selbst zu fahren. Er bricht durch die Decke der unterirdischen Anlage und zündet die Ladung im selben Moment, in dem der Effekt erneut auftritt.
Wieder erscheinen die merkwürdigen Lichteffekte. Zac kommt allein an einem Strand liegend zu sich. Über dem Meer türmen sich fremdartige Wolkenformationen. Ein Ringplanet, möglicherweise Saturn, scheint groß am Horizont auf. Der Film endet mit einer Nahaufnahme von Zacs perplexem Gesicht. Er hebt sein Diktiergerät, lässt es aber wieder sinken.

## Kritiken
„Origineller Endzeitfilm mit zivilisationskritischen Untertönen und einem überzeugenden Hauptdarsteller. Leider ist die Grundidee nicht ergiebig genug, um den Film über die ganze Strecke zu tragen. Störend auch einige philosophisch-metaphysische Exkurse, die der Handlung Tiefe geben sollen, aber nur das Tempo verschleppen. Dennoch ein interessanter Beitrag zum Science-Fiction-Genre.“

„The Quiet Earth basiert auf dem gleichnamigen Roman des neuseeländischen Schriftstellers Craig Harrison. 1987 wurde das atmosphärisch berauschend dichte Endzeit-Drama auf dem Festival des Phantastischen Films in München mit dem Publikums- und dem Jurypreis ausgezeichnet – und das zu Recht. […] The Quiet Earth kommt über große Strecken ohne Spezialeffekte aus. Wenn sie jedoch angewendet werden, wirkt alles stimmig. Auch die musikalische Untermalung von John Charles trägt ihren Teil zur einzigartigen Atmosphäre bei.“

## Auszeichnungen
Festival des Phantastischen Films in München 1986
- Großer Preis der Jury und Publikumspreis

Fantafestival 1986
- Bester Schauspieler – Bruno Lawrence
- Beste Regie – Geoff Murphy

New Zealand Film and TV Awards 1987
- Beste Kamera – James Bartle
- Beste Regie – Geoff Murphy
- Bester Schnitt – Michael Horton
- Bester Film – Don Reynolds und Sam Pillsbury
- Bester Hauptdarsteller – Bruno Lawrence
- Bester Nebendarsteller – Pete Smith
- Bestes Produktionsdesign – Josephine Ford
- Bestes Drehbuch – Bill Baer, Sam Pillsbury und Bruno Lawrence

## Hintergründe
Die Musik zum Film wurde von John Charles in Zusammenarbeit mit dem New Zealand Symphony Orchestra komponiert. Seinerzeit war Quiet Earth der finanziell erfolgreichste neuseeländische Film. Bruno Lawrence wurde im Deutschen von Wolf Martienzen, bekannt als Sprecher der Radeberger-Werbespots, synchronisiert.
Die Erstaufführung in Deutschland fand am 11. September 1986 statt. Der Film wurde am 27. Oktober 2006 auch als DVD in deutscher Sprache veröffentlicht. Eine Neuauflage erschien am 24. Juni 2011, die auch auf Blu-ray erhältlich ist.

## Soundtrack
Der Soundtrack von Quiet Earth – Das letzte Experiment mit der Musik zum Film von John Charles erschien 1986 als LP mit 18 Stücken bei Milan Records MIL CH 028 und 1993 auch als CD auf dem Label X LXCD 9.